# Аламоса (округ)
Аламо́са (англ. Alamosa County) — округ в штате Колорадо, США. Официально образован в 1913 году. По состоянию на 2012 год, численность населения составляла 16 148 человек.

## География
По данным Бюро переписи США, общая площадь округа равняется 1 872,572 км2, из которых 1 872,572 км2 суша и 1,813 км2 или 0,100 % это водоёмы.
Города: Хупер,

## Население
По данным переписи населения 2000 года в округе проживает 14 966 жителей в составе 5 467 домашних хозяйств и 3 651 семей. Плотность населения составляет 8,00 человек на км2. На территории округа насчитывается 6 088 жилых строений, при плотности застройки около 3,00-х строений на км2. Расовый состав населения: белые — 71,19 %, афроамериканцы — 0,97 %, коренные американцы (индейцы) — 2,34 %, азиаты — 0,82 %, гавайцы — 0,19 %, представители других рас — 20,34 %, представители двух или более рас — 4,16 %. Испаноязычные составляли 41,41 % населения независимо от расы.
В составе 35,30 % из общего числа домашних хозяйств проживают дети в возрасте до 18 лет, 50,50 % домашних хозяйств представляют собой супружеские пары проживающие вместе, 11,70 % домашних хозяйств представляют собой одиноких женщин без супруга, 33,20 % домашних хозяйств не имеют отношения к семьям, 27,30 % домашних хозяйств состоят из одного человека, 8,70 % домашних хозяйств состоят из престарелых (65 лет и старше), проживающих в одиночестве. Средний размер домашнего хозяйства составляет 2,56 человека, и средний размер семьи 3,14 человека.
Возрастной состав округа: 27,20 % моложе 18 лет, 15,90 % от 18 до 24, 26,70 % от 25 до 44, 20,60 % от 45 до 64 и 20,60 % от 65 и старше. Средний возраст жителя округа 31 лет. На каждые 100 женщин приходится 99,00 мужчин. На каждые 100 женщин старше 18 лет приходится 95,30 мужчин.
Средний доход на домохозяйство в округе составлял 29 447 USD, на семью — 38 389 USD. Среднестатистический заработок мужчины был 27 733 USD против 22 806 USD для женщины. Доход на душу населения составлял 15 037 USD. Около 15,60 % семей и 21,30 % общего населения находились ниже черты бедности, в том числе — 27,40 % молодёжи (тех, кому ещё не исполнилось 18 лет) и 13,90 % тех, кому было уже больше 65 лет.